# فراز و فرود (آب‌کشت)

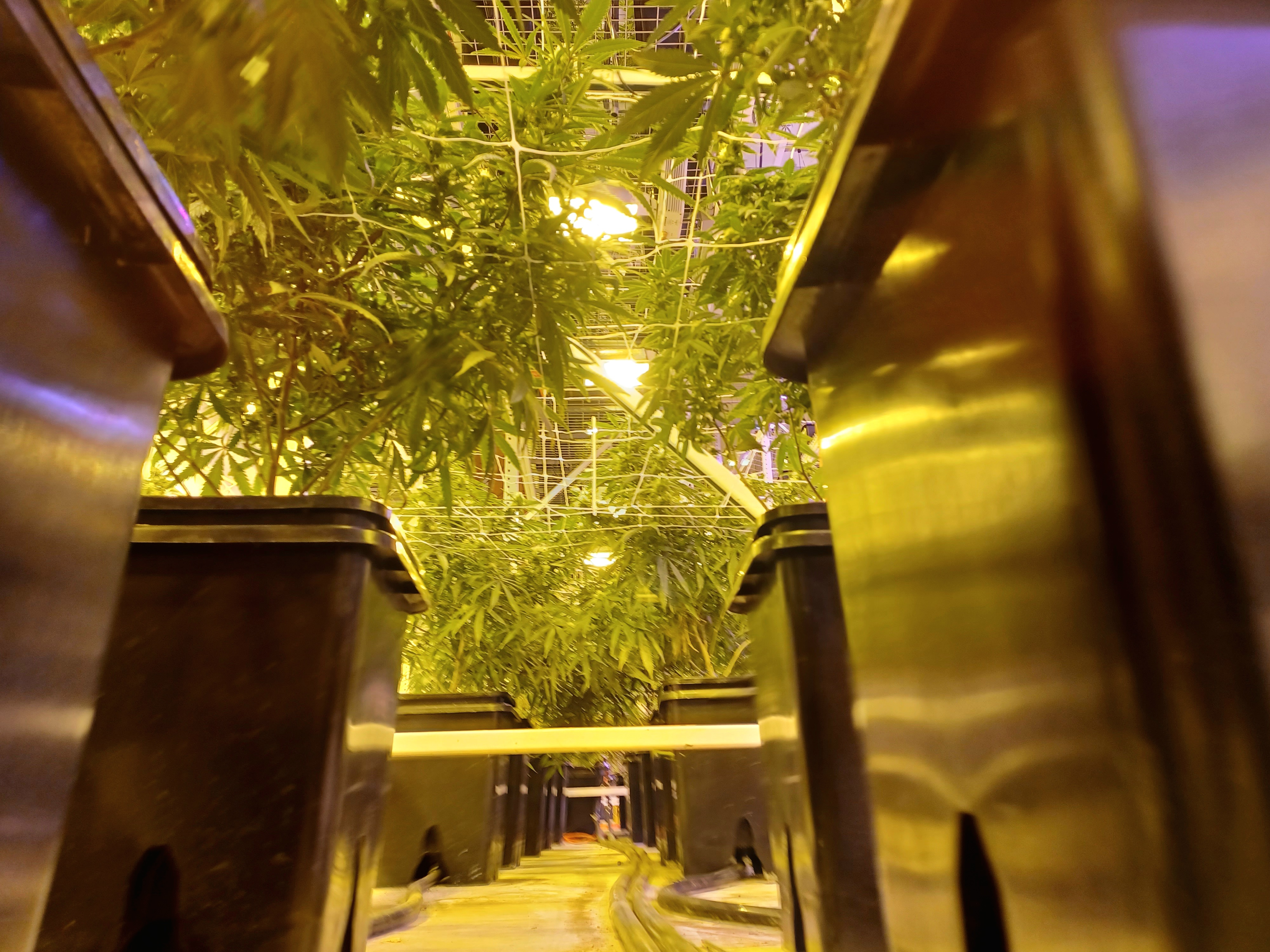
جزئیات یک سیستم فراز و فرود، محلول مغذی از طریق شیلنگ‌هایی که ظروف را به هم متصل می‌کنند پمپاژ می‌شود.

فراز و فرود (با نام فروکشند و برکشند نیز شناخته می‌شود) اصطلاحی است که در آب‌کشت کاربرد دارد و نباید آن را با جزر و مد عادی اشتباه گرفت. خودِ واژه به دو گام اصلی در فراز و فرود آب یا هر حرکت مشابهی در سیالات اشاره می‌کند. فرود یا جزر زمانی است که آب فرو می‌کشد و فراز زمانی است که آب بالا آمده و برکشیده می‌شود.
در این سیستم ظروف کشت با بستر کشتی پر می‌شوند که خود به تنهای مواد مغذی ندارد. این محیط می‌تواند شامل لیکا، مکعب‌های پشم سنگ یا سایر مواد پرکننده‌ای باشد که خود به تنهایی دارای مواد مغذی نیستند. این محیط به صورت دوره‌ای برای مدت کوتاهی با یک محلول مغذی غرقاب می‌گردد که از یک مخزن تأمین در آن پمپاژ می‌شود. سپس این محلول یا با پمپ یا از طریق نیروی گرانش به مخزن تأمین بازمی‌گردد. این سیستم کشت آب‌کشت می‌تواند برای هر اندازه از گیاهان بسته به فضا بسیار مؤثر باشد. این روش در استفاده از آب و ترکیبات مغذی گیاهی ناکارآمد است. وقوع بیماری‌های ریشه و کمبود عناصر مغذی می‌تواند بدون استفاده مکرر از محلول و بدون اکسیژن‌رسانی مناسب به ظروف غرقاب‌شده رخ دهد. از آنجا که این سیستم «بسته» است، محلول مغذی بازیافتی هر بار که مواد مغذی به مخزن بازمی‌گردد نیاز به نظارت مداوم برای کنترل پی‌اچ و بخش در یکای سنجش دارد. ممکن است در طول دوره رشد نیاز به تعویض محلول مغذی باشد. محیط ریشه نیز ممکن است نیاز به شستشو برای حذف بقایای ریشه و رسوبات انباشته‌شده داشته باشد و در صورت استفاده مجدد ضدعفونی شود.

## فراز و فرود در سامانه آب‌کشت

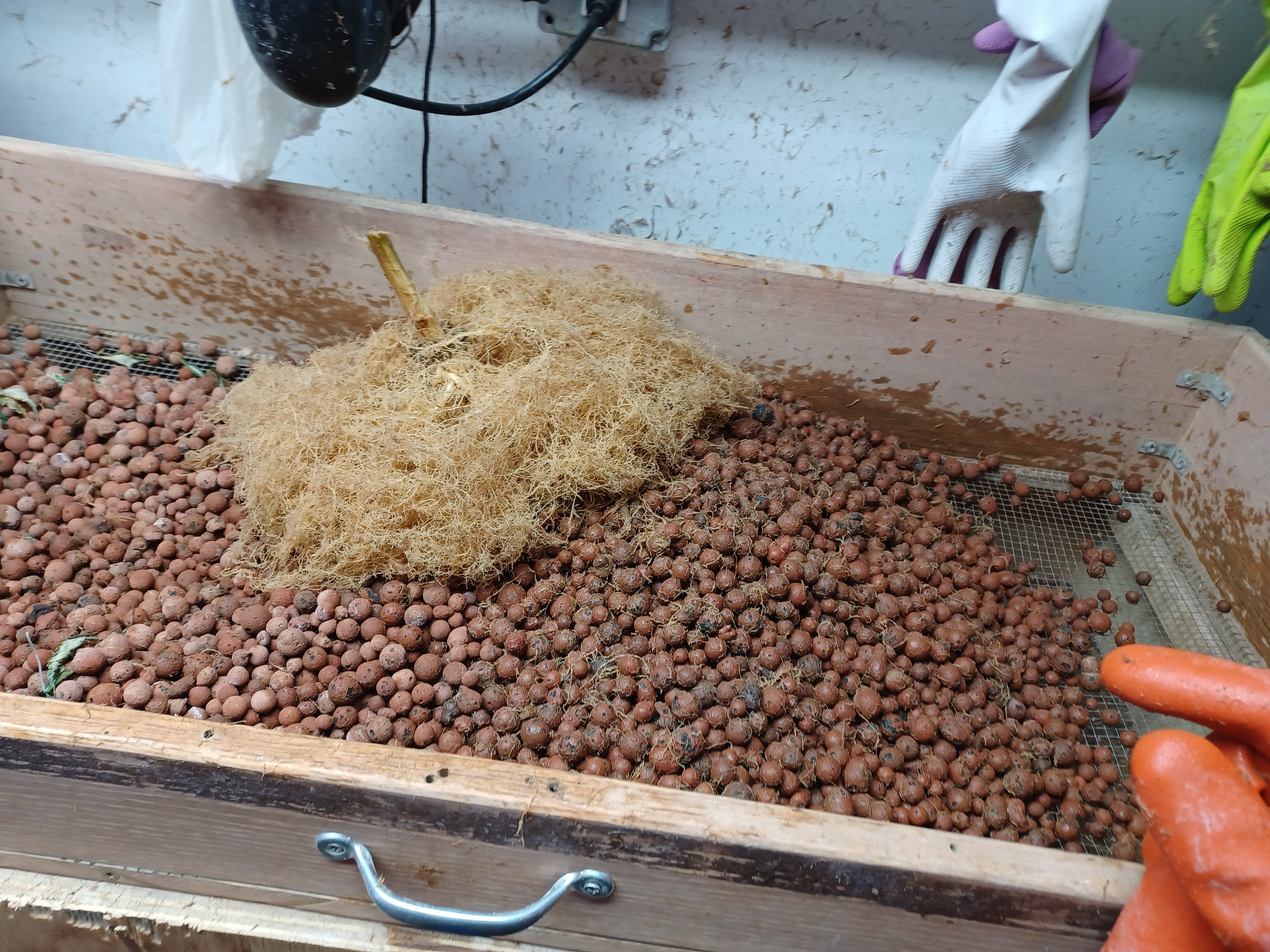
یک توده ریشه و محیط کشت مورد نیاز برای رشد تنها یک گیاه. این محیط پیش از استفاده مجدد شسته و ضدعفونی خواهد شد.

فراز و فرود شکلی از سامانه آب‌کشت است به دلیل سادگی، عملکرد مطمئن و هزینه سرمایه‌گذاری اولیه پایین شناخته می‌شود. در این روش گلدان‌ها را با یک ماده نگهدارنده پر می‌کنند که به هیچ روی مانند خاک عمل نکرده و هیچ ماده مغذی به ریشه ارائه نمی‌کند. تنها سبب می‌شود که گیاهان در جای خود پایدار شده و نیز سبب می‌شود که آب و محلول مواد مغذی در آن انباشته شود. محلول مغذی آب‌کشت در دوره‌های زمانی مرتب، در سامانه به فراز درآمده و سپس اجازه داده می‌شود که مایع فرود بیاید؛ به همین رو به آن فراز و فرود گفته می‌شود.
در این سامانه یک بستر کشت بر روی جایگاهی نصب می‌شود که کاملاً آب‌بندی شده باشد و گلدان‌های گیاهان در این بستر استوار می‌نشینند. مادهٔ نگهدارنده به‌کاررفته در گلدان‌ها می‌تواند سنگ آتشفشانی، مکعب‌های درست‌شده از پشم سنگ یا هر الیاف دیگری باشند. همچنین می‌توان ترکیبی از همه این مواد را به کار برد که می‌تواند به میزان برابر و بیشتری آب را در خود نگه دارد. بستر کشت بستر کشت با لوله‌کشی با مخزنِ محلول مواد مغذی متصل شده است و به‌طور دوره‌ای به مدت کوتاهی (۵ تا ۱۰ دقیقه) محلول مواد مغذی به بستر کشت منتقل می‌شود.
مخزن را می‌توان در زیر بستر کشت قرار داد و می‌توان در بستر کشت زهکشی مناسب طراحی کرد تا اضافه محلول مغذی دوباره به مخزن محلول مغذی منتقل شود. این سامانه رشد آب‌کشت می‌تواند برای رشد هر گیاهی با هر اندازه‌ای به کار رود و تنها محدودیت فضای در دسترس است. این روش در استفاده از مواد معدنی گیاهی آب و ناکارآمد است. همچنین به دلیل کمبود مواد غذایی و نبود اکسیژن کافی در آب، ریشه‌ها می‌توانند دچار بیماری شوند.
از آنجایی که این روش یک سامانه کشت «بسته» به‌شمار می‌آید و محلول مواد مغذی در سامانه به گردش مداوم در می‌آید، باید اطمینان کسب کرد که آب مخزن دارای پی‌اچ مناسب و ترکیبات درست مواد مغذی است. در دوره رشدِ گیاه، ممکن است نیاز به جایگزینی محلول مغذی اشته باشیم. همچنین منطقه ریشه نیاز به شستن دارد تا ذرات و رسوبات موجود در آن زدوده شود. همچنین پیش از به‌کارگرفتنِ دوباره محلول مغذی ممکن است نیاز به گندزدایی آن داشته باشیم.

## برای مطالعهٔ بیشتر
- آب‌کشت
- هواکشت
- گلخانه
- گیاهان دارویی
- گیاهان برگی
- صیفی‌جات